# Karl Landsteiner
Karl Landsteiner (Bécs, 1868. június 14. – New York, 1943. június 26.) osztrák orvos, fiziológus és immunológus. 1901-ben felfedezte az AB0 vércsoport rendszert, amiért 1930-ban orvosi Nobel-díjat kapott. Felismerte a gyermekbénulás fertőző voltát és azonosította kórokozóját; felfedezte a hapténeket és Alexander Wienerrel közösen az Rh-faktort.

## Tanulmányai
Leopold Landsteiner és felesége, Fanny Hess egyetlen fiaként született. Zsidó vallású apja jogi doktorátust szerzett, de újságírásból és lapkiadásból élt meg; meghalt, amikor Karl hatéves volt. Anyja nevelte fel, akihez nagyon közel állt; Karl anyja halála után egész életében a falra akasztva tartotta halotti maszkját. Kiváló tanuló volt, 1885-ben 17 évesen felvették a Bécsi Egyetem orvosi szakára. 1890-ben felvette a római katolikus vallást.
1891-ben megkapta orvosi diplomáját, de praktizálás helyett folytatta szerves kémiai tanulmányait, amit még medikusként kezdett el (egy cikket is publikált a táplálék hatásáról a vér összetételére). 1892 és 1894 között Németországban és Svájcban végiglátogatta a kor neves vegyészeit. Würzburgban Emil Fischer laboratóriumában szintetizálta a glikolaldehidet. 1892-93-ban Münchenben Eugen Bambergernél tanult a benzolszármazékokról, 1893-94-ben pedig Zürichben dolgozott Arthur Hantzschnál.

## Munkássága
Miután visszatért Bécsbe, 1895-ig az 1. sebészeti egyetemi klinikán dolgozott orvosként, majd 1896-97 között az akkor létrehozott közegészségügyi tanszéken volt a bakteriológus Max von Gruber asszisztense. Ekkor kezdte el tanulmányozni a szerológiát és immunológiát. A következő két évben Anton Weischelbaum asszisztenseként dolgozott a patológiai-anatómiai intézetben, ezalatt 3639 boncoláson vett részt.

### A vércsoportok felfedezése
Landsteiner szerológusként tudta, hogy a különböző állatfajok vére inkompatibilis egymással: egyik vérszéruma hatására a másik vörösvérsejtjei kicsapódnak. Hasonló jelenség az emberi vérátömlesztések során is előfordult, de az orvosok ezt a "beteg vérnek" tulajdonították. Landsteiner kíváncsi lett, hogy az egészséges embereknél előfordul-e a vörösvértestkicsapódás és a rendelkezésére álló vérmintákat összekeverte és mikroszkóp alatt megvizsgálta. Kísérletei eredményét 1901-ben adta közre Über Agglutinationsercheinungen normalen menschilden Blutes c. cikkében. Eszerint három vércsoportot sikerült azonosítania, az A-t, B-t és C-t (a C-t idővel átnevezték 0-ra). Munkatársai, Decastello és Sturli később felfedezték az AB vércsoportot is. A vérszérum nem tartalmazza a saját csoportja elleni ellenanyagot de a többi ellenit igen: vagyis egy A vércsoportú egyén széruma kicsapja a B és AB típusú vér vörösvértesteit (és fordítva); a 0-s szérum kicsapja mindhármat, míg az A és B szérumok nem reagálnak a 0 vércsoportú vörösvértestekre.
Landsteiner felfedezése lehetővé tette a biztonságos vérátömlesztést, bár eltelt néhány év, míg a gyakorlatban alkalmazni kezdték. Miután Richard Lewisohn 1914-ben felismerte, hogy citrátokkal megakadályozható a véralvadás, lehetővé vált a vér hetekig tartó tárolása és a vérbankok felállítása. 1924-re sikerült pontosan tisztázni a vércsoportok genetikai hátterét is, és lehetőség nyílt arra, hogy a vitás esetekben kizárják vagy bizonyítsák az apaságot (utóbbi nem adott 100%-os eredményt).

### Későbbi kutatásai
Az 1900-as években Landsteiner tanulmányozta a hideg hatására fellépő vörösvértestlízist, aminek hatására a hemoglobin megjelent a vizeletben; 1906-ban a bőrgyógyászati klinika vezetőjével, Ernest Fingerrel közösen sikerült majmokat mesterségesen megfertőzni a szifilisz kórokozójával, ezáltal lehetővé váltak a betegséggel az állatkísérletek. Sikerült meghatároznia a Treponema pallidum kimutatására szolgáló Wassermann-teszt mechanizmusát és lehetővé vált az egyik, addig csak emberi szervekből kivont reagens szarvasmarhából való előállítása: ezáltal a teszt olcsóbbá és széleskörűbben elterjedtté vált.
1908-tól 1919-ig a bécsi Wilhelminenhospital patológusa volt. Erwin Popperrel közösen felfedezte, hogy a gyermekbénulás fertőző betegség és hogy kórokozója egy vírus. 1911-ben a Bécsi Egyetem kinevezte patológiaprofesszorának, de ennek megfelelő fizetést nem kapott.
1919-ben, a Monarchia összeomlása után és az általános társadalmi és gazdasági válság közepette Landsteiner úgy látta, hogy munkája lehetetlenné vált és Hollandiába költözött, ahol egy kis hágai katolikus kórház patológusaként dolgozott. Itt tette közé a haptének felfedezését: ezek olyan kis molekulák, amelyek önmagukban nem feltétlenül toxikusak, de a szervezetben fehérjékhez kötődve erőteljes immunológiai reakciót vagy anafilaxikus sokkot idézhetnek elő.
1922-ben a New York-i Rockefeller Intézet felajánlott neki egy kutatói állást, amit Landsteiner elfogadott és családjával együtt az Egyesült Államokba költözött. Itt folytatta vércsoportokkal kapcsolatok munkáját, tovább finomította az osztályozást, leírta az M, N és P csoportot. 1929-ben amerikai állampolgár lett. 1937-ben Alexander Wienerrel közösen felfedezte a vérben az Rh-faktort és az Rh-vércsoportrendszert. 1939-ben professor emeritus státuszban elvben visszavonult, de a laboratóriumi munkát haláláig folytatta.

## Elismerései
- 1926 – a kiváló immunológusoknak adott német Aronson-díj
- 1930 – Fiziológiai és orvostudományi Nobel-díj
- 1930 – Paul Ehrlich-érem
- 1933 – a Holland Vöröskereszt Érme
- 1946 – Albert Lasker-díj (posztumusz)

A Chicagói, a Cambridge-i, a Harvard Egyetem és a Szabad Brüsszeli Egyetem díszdoktorává fogadta. 1929-től ő volt az elnöke a Amerikai Immunológiai Társaságnak. Az ő arcképe volt látható az osztrák ezerschillinges bankjegyen.

## Családja
Karl Landsteiner 1916-ban vette feleségül Helen Wlastót. Egy fiuk született, Ernst Karl Landsteiner, aki szintén orvos lett. Landsteinert ismerősei szerény, visszahúzódó, önkritikus, széleskörűen olvasott embernek írták le. Kiválóan zongorázott. 1935-ben nevét fel akarták venni az amerikai zsidók életrajzi lexikonába, ami ellen perrel fenyegetőzött, mert úgy vélte, hogy a 30-as évek antiszemita légkörében nagy károkat okozna neki származásának felemlegetése.
Landsteiner 1943. június 24-én laboratóriumában munka közben szívrohamot kapott. Kórházba szállították, ahol két nappal később, 75 éves korában meghalt.